# گاردنرز (پنسیلوانیا)
گاردنرز (به انگلیسی: Gardners) یک منطقهٔ مسکونی در ایالات متحده آمریکا است که در شهرستان کامبرلند، پنسیلوانیا واقع شده‌است. گاردنرز ۱٫۲ کیلومتر مربع مساحت و ۱۵۰ نفر جمعیت دارد و ۲۶۳٫۹۶ متر بالاتر از سطح دریا واقع شده‌است.